# Leucogonia ekeikei
Leucogonia ekeikei är en fjärilsart som beskrevs av Bethune-Baker 1906. Leucogonia ekeikei ingår i släktet Leucogonia och familjen nattflyn. Inga underarter finns listade i Catalogue of Life.